# صربيا المورافية
إمارة صربيا الموراڤية (بالصربية: Моравска Србија)‏ (Moravska Srbija) أو مملكة الأمير لازار، هي الاسم المستخدم في التأريخ لأكبر وأقوى إمارة صربية انبثقت من أنقاض الإمبراطورية الصربية عام 1371م.  صربيا الموراڤيا سُمِّيَت نسبة إلى نهر موراڤا، النهر الرئيسي في تلك المنطقة.  تأسست الإمارة المستقلة في منطقة موراڤا عام 1371م، ووصلت إلى أقصى حد لها عام 1379م من خلال الأنشطة العسكرية والسياسية لحاكمها الأول، الأمير لازار هريبليانوڤيتش (بالصربية: Lazar Hrebeljanović). في عام 1402م أصبحت جزءاً من الديسبوتية الصربية التي استمرت حتى عام 1459م. 

## التسمية
لا تعني صفة "موراڤيا" أن إمارة صربيا الموراڤية كانت تابعة بأي شكل من الأشكال لمنطقة موراڤيا الموجودة في جمهورية التشيك الحالية. يشير مصطلح «صربيا الموراڤية» إلى أن تلك الدولة كانت تتألف من أحواض أنهار: موراڤا العظمى، وغرب موراڤا، وجنوب موراڤا، الموجودة في وسط صربيا الحالية. 

## التاريخ

### مولد لازار
وُلد لازار هريبليانوڤيتش حوالي عام 1329م في قلعة بريليباك، بالقرب من مدينة نوفو بردو في منطقة كوسوڤو، بمملكة صربيا. كان لازار أحد رجال الحاشية في بلاط القيصر الصربي ستيفان أوروس دوشان، وفي بلاط خليفته القيصر ستيفان أوروس الخامس الذي حكم من 1356م إلى 1371م.  تميز عهد أوروس بضعف السلطة المركزية والتفكك التدريجي للإمبراطورية الصربية وأصبح النبلاء الصرب الأقوياء مستقلين عملياً في المناطق التي كانوا يسيطرون عليها. 

### زيادة نفوذ لازار

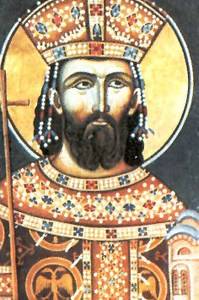
لازار هريبليانوڤيتش

غادر لازار بلاط القيصر أوروس في عام 1363م أو 1365م، وأصبح حاكمًا إقليميًا، ثم حصل على لقب «أمير» منذ عام 1371م.  تطورت منطقته في البداية في ظل أقوى السادة الإقليميين: الأخوان مرينجاڤيتش (بالصربية: Mrnjavčević): ڤوكاشين (بالصربية: Vukašin) ويوڤان أوجليشا (بالصربية: Jovan Uglješa) اللذان هزمهما العثمانيون ولقوا حتفهما في معركة ماريتسا عام 1371م، فاستولى لازار على جزء من أراضيهما بعد مقتلهما. وفي عام 1373م، هزم لازار بالاشتراك مع «تڤرتكو الأول» بان البوسنة، نبيلًا قويًا آخر هو نيكولا ألتومانوڤيتش (بالصربية: Nikola Altomanović) واستحوذ لازار على معظم أراضيه. في ذلك الوقت تقريبًا، قبِل لازار سيادة الملك لويس الأول ملك المجر عليه، والذي منحه منطقة ماييڤا (بالصربية: Mačva)، أو على الأقل جزءًا منها. ومع كل هذه المكاسب الإقليمية، ظهر لازار باعتباره أقوى السادة الصرب،  وأنشأ دولة أصبحت معروفة في التاريخ بإمارة «صربيا الموراڤية». 

### ازدهار صربيا الموراڤية
بلغت صربيا الموراڤية امتدادها الكامل في عام 1379م، عندما استولى لازار على برانيشيڤو وكوتشيڤو، وطرد التابع الإقطاعي المجري راديتش برانكوڤيتش راستيسلاليتش من هذه المناطق.  كانت ولاية لازار أكبر من مقاطعات سادات الأرض الآخرين على أراضي الإمبراطورية الصربية السابقة، كما كان لديه حكومة وجيش أفضل تنظيماً. تألفت الولاية من أحواض أنهار موراڤا الكبرى وغرب موراڤا وجنوب موراڤا، وامتدت من منبع جنوب موراڤا شمالًا إلى نهري الدانوب والساڤا، وامتدت حدودها الشمالية الغربية على طول نهر درينا، وضمّت الولاية إلى جانب العاصمة كروشيڤاتس Kruševac مدناً مهمة مثل نيش Niš وأوزيتشي Užice، بالإضافة إلى نوڤو بردو ورودنيك Rudnik، وهما من أغنى مراكز التعدين في صربيا في العصور الوسطى. من بين جميع الأراضي الصربية، كانت ولاية لازار أبعد ما تكون عن مراكز العثمانيين، وكانت أقل تعرضًا لدمار غاراتهم. اجتذبت تلك الظروف الفريدة المهاجرين من المناطق الواقعة تحت تهديد العثمانيين، فبنوا في صربيا الموراڤية قرى ونجوع جديدة في مناطق كانت فقيرة في السابق وغير مزروعة. كان هناك أيضًا أشخاص كنسيون بين المهاجرين، مما شجع على إحياء المراكز الكنسية القديمة وتأسيس مراكز جديدة في ولاية لازار. 

### مع الدولة العثمانية

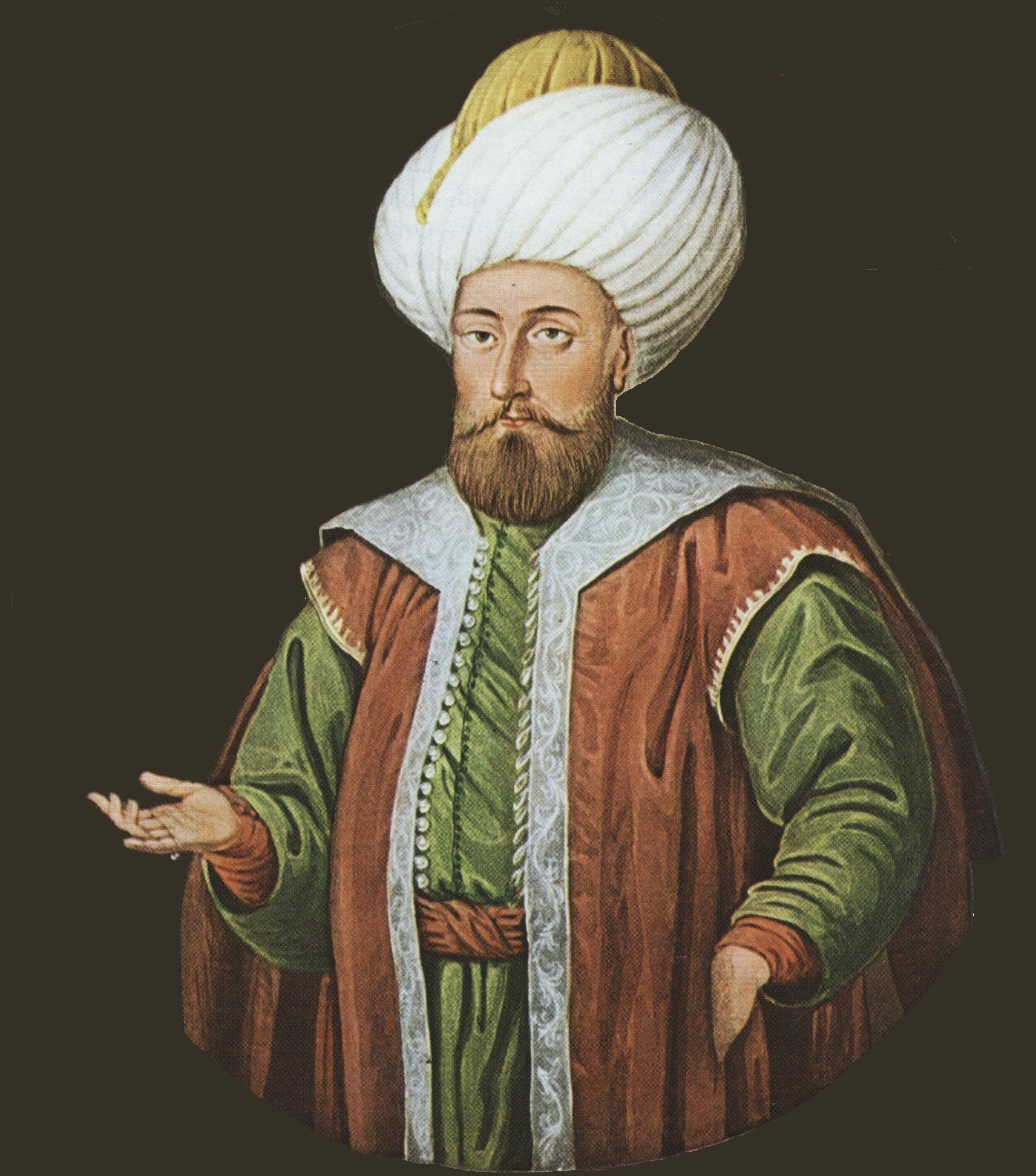
السلطان العثماني مراد الأول.

قامت مجموعة عسكرية عثمانية بالمرور دون عوائق عبر أراضي إقطاعيين تابعين للعثمانيين، واقتحموا صربيا الموراڤية في عام 1381م، فهزمهم نبلاء لازار: كريب فوكوسلاڤيتش (بالصربية: Crep Vukoslavić) وڤيتومير (بالصربية: Vitomir) في معركة دوبراڤيكا، بالقرب من بلدة باراسين (بالصربية: Paraćin). في عام 1386م، قاد السلطان العثماني مراد الأول بنفسه قوات أكبر بكثير استولت على نيش من لازار، إلا أن لازار صدّ قوات السلطان مراد في معركة پلوتشنيك (بالصربية: Pločnik).   من غير الواضح ما إذا كانت المواجهة بين جيشي لازار والسلطان مراد في معركة پلوتشنيك، وهو موقع جنوب غرب نيش، قد وقع قبل فترة وجيزة من الاستيلاء على نيش أو بعده.

### الحرب الأهلية المجرية
بعد وفاة الملك لويس عام 1382م، اندلعت حرب أهلية في مملكة المجر. شارك لازار لفترة وجيزة في الحرب كأحد المعارضين للأمير سيغيسموند من لوكسمبورغ، وأرسل بعض القوات للقتال في منطقتي بلغراد وسيرميا. انتهت هذه المعارك بدون مكاسب إقليمية للإزار، الذي عقد السلام مع سيغيسموند في عام 1387م. 

### معركةكوسوڤو
في معركة كوسوڤو 15 يونيو 1389م، قاد لازار الجيش الذي واجه جيشًا هائلاً للإمبراطورية العثمانية بقيادة السلطان مراد الأول. فقد كل من الأمير لازار والسلطان مراد حياتهما في تلك المعركة. على الرغم من أن المعركة كانت تعادلًا تكتيكيًا، إلا أن الخسائر الفادحة المتبادلة كانت مدمرة للصرب فقط.  خلف لازار ابنه البكر ستيفان لازاريڤيتش الذي كان لا يزال قاصرا، فأدارت ميليسا أرملة لازار صربيا الموراڤية، وتعرضت لهجوم من الشمال بعد خمسة أشهر من المعركة، من قبل قوات الملك المجري سيغيسموند. عندما تحركت القوات العثمانية باتجاه المجر، وصلت إلى حدود صربيا الموراڤية في صيف عام 1390م، فقبلت ميليسا السيادة العثمانية.  

### معركةنيقوپوليس
شارك ستيفان لازاريڤيتش كتابع عثماني في معركة كارانوفاسا عام 1394م، ومعركة روفين عام 1395م، ومعركة نيقوپوليس عام 1396م، وفي معركة أنجورا عام 1402م، ثم زار القسطنطينية عاصمة الإمبراطورية البيزنطية، حيث حصل على لقب "ديسپوت"، ومنذ ذلك الحين من عام 1402م أصبحت دولته تُعرف بالديسپوتية الصربية التي استمرت حتى عام 1459م.  

## الحكام
- لازار هريبليانوڤيتش (1371م–1389م).
- ستيفان لازاريڤيتش (1389م-1402م).